# Javier ya no vive solo
Javier ya no vive solo fue una serie de televisión emitida por Telecinco desde el 13 de enero de 2002 hasta el 6 de abril de 2003.
Inicialmente se promocionó con el título de Mala gente.

## Argumento
El primer capítulo se emitió el 13 de enero de 2002 y continuó emitiéndose los domingos.
La serie está protagonizada y producida por Emilio Aragón, que da vida a Javier, un cuarentón soltero que vive solo en su pequeño piso del centro, y acoge en su casa a sus sobrinas Lucía y Raquel, que perdieron a su madre en la infancia y cuyo padre, hermano de Javier, acaba de ser ingresado en la cárcel. Además, con él vive Manu, otro cuarentón soltero que no tiene trabajo y vive gratis en el piso de Javier.
En el piso de enfrente viven Tomás y Sara, un matrimonio amigo de Javier y Manu, junto a sus dos hijos, Marcos y Carolina. En la puerta de al lado vive Sofía, una atractiva psicóloga por la que Javier empieza a sentirse atraído.

## Personajes
- Javier es el protagonista. Interpretado por Emilio Aragón.

- Manu es un amigo de Javier que vive en su piso y es muy desafortunado en el amor y el trabajo. Interpretado por Fernando Guillén Cuervo.
- Marina es la exnovia de Javier, directora de la escuela infantil (primera temporada) y amante de Manu (segunda temporada). Interpretada por Cristina Marcos.
- Sofía es una atractiva psicóloga que vive en el piso de al lado de Javier y que le enamora locamente. Interpretada por Nuria Roca.
- Tomás es el vecino de Javier y vive felizmente con su mujer y sus dos hijos. Interpretado por Juanjo Cucalón.
- Sara es la mujer de Tomás. Interpretada por Ana Rayo.
- Lucía es la sobrina mayor de Javier. Interpretada por Xenia Tostado.
- Raquel es la sobrina menor de Javier. Interpretada por Nadia de Santiago.
- Pepe es el padre de Lucía y Raquel, y está en la cárcel. Interpretado por Emilio Gutiérrez Caba.
- Carolina es la hija de Tomás y Sara, muy amiga de Lucía. Interpretada por Ana María Polvorosa.
- Marcos es uno de los profesores de la escuela infantil de la primera temporada. Interpretado por Óscar Jaenada.
- Bea es otra de las profesoras de la guardería en la primera temporada. Interpretada por Juana Acosta.
- Lola es la otra educadora de la escuela infantil. Interpretada por María Isabel Díaz Lago.
- Ana es la asistente social que trabaja con Javier en la segunda temporada. Interpretada por María Adánez.
- Rodrigo es el pinche de cocina de Tomás. Interpretado por Israel Rodríguez.
- Carmen una asistente social interpretada por Conchita Goyanes.
- Esteban es el actual marido de Marina interpretado por Joseba Apaolaza.
- Lucas es el mejor amigo de Raquel. Interpretado por Cristian Bautista.

## Capítulos y audiencias
| Capítulo          | Nombre                              | Fecha de emisión              | Espectadores | Cuota |
| ----------------- | ----------------------------------- | ----------------------------- | ------------ | ----- |
| PRIMERA TEMPORADA |                                     |                               |              |       |
| 1                 | Mi nueva vida                       | Domingo 13 de enero de 2002   | 4.167.000    | 24,7% |
| 2                 | Más es menos                        | Domingo 20 de enero de 2002   | 3.790.000    | 22,5% |
| 3                 | Una decisión salomónica             | Domingo 27 de enero de 2002   | 3.714.000    | 22,3% |
| 4                 | Lo hago por ellas                   | Domingo 3 de febrero de 2002  | 3.415.000    | 19,9% |
| 5                 | La curva de la madurez              | Domingo 10 de febrero de 2002 | 3.582.000    | 21,4% |
| 6                 | Querida pandilla                    | Domingo 17 de febrero de 2002 | 3.631.000    | 21,1% |
| 7                 | Padres e hijos                      | Domingo 24 de febrero de 2002 | 3.559.000    | 21,9% |
| 8                 | Dudas,sospechas y canciones de amor | Domingo 3 de marzo de 2002    | 3.771.000    | 21,6% |
| 9                 | Una loba y un oso                   | Domingo 10 de marzo de 2002   | 3.515.000    | 21,3% |
| 10                | Chicas guerreras                    | Domingo 24 de marzo de 2002   | 3.200.000    | 20,4% |
| 11                | Vacaciones familiares               | Domingo 31 de marzo de 2002   | 2.303.000    | 15,0% |
| 12                | Hechizos de amor                    | Domingo 7 de abril de 2002    | 3.805.000    | 23,2% |
| 13                | ¿Quieres casarte conmigo?           | Domingo 14 de abril de 2002   | 4.015.000    | 24,2% |
| SEGUNDA TEMPORADA |                                     |                               |              |       |
| 14                | Que no se entere Javier             | Miércoles 8 de enero de 2003  | 3.727.000    | 21'7% |
| 15                | Los fantasmas                       | Miércoles 15 de enero de 2003 | 3.402.000    | 20'6% |
| 16                | Secretario                          | Miércoles 22 de enero de 2003 | 3.234.000    | 19'8% |
| 17                | Separados                           | Domingo 26 de enero de 2003   | 3.100.000    | 18'4% |
| 18                | ¿Así piensas ayudarme?              | Domingo 2 de febrero de 2003  | 3.080.000    | 18%   |
| 19                | Esa niña era yo                     | Domingo 9 de febrero de 2003  | 3.067.000    | 18'1% |
| 20                | Reencuentro                         | Domingo 16 de febrero de 2003 | 3.112.000    | 18'1% |
| 21                | La vida del revés                   | Domingo 23 de febrero de 2003 | 3.560.000    | 20.8% |
| 22                | Mentiras                            | Domingo 2 de marzo de 2003    | 2.607.000    | 15'5% |
| 23                | Sudar la camiseta                   | Domingo 9 de marzo de 2003    | 2.801.000    | 17'8% |
| 24                | Los que se van, los que se quedan   | Domingo 16 de marzo de 2003   | 3.233.000    | 20'9% |
| 25                | Magia                               | Domingo 30 de marzo de 2003   | 3.563.000    | 21'8% |
| 26                | Falsas apariencias                  | Domingo 6 de abril de 2003    | 3.049.000    | 19'8% |